# Horats
Quintus Horatius Flaccus (født 65 f.Kr., død 8 f.Kr.). Horats var en af de ypperste romerske digtere.
Han stammede fra den syditalienske by Venosa i den nuværende region Basilicata. Hans far var en frigiven slave, som skabte sig en pæn formue som inkassator og ved landbrug.
Horats er citeret for at have sagt: jeg hader den gemene pøbel og holder afstand til den (latin: odi profanum vulgus et arceo).